# Giao hưởng số 6 (Mahler)
Giao hưởng số 6 cung La thứ , hay còn có tên là Tragische (tiếng Việt: Bi kịch) là tác phẩm được nhà soạn nhạc xuất sắc người Áo Gustav Mahler viết vào các năm 1903-1904 và chỉnh sửa lại vào năm 1906. Tác phẩm được trình diễn lần đầu tiên vào ngày 27 tháng 5 năm 1906 tại Essen. Trong buổi công diễn đó, Mahler trở thành nhạc trưởng chỉ huy. Bản giao hưởng số 6 của Mahler là bản nhạc đựa trên những trải nghiệm đời thưởng của người nghệ sĩ, nhưng âm nhạc ở đây lại diễn tả một nỗi muộn phiền mang tính ảo giác, không có thực.

## Âm thanh
| Giao hưởng số 6 của Mahler, chương 2: Andante moderato |  |
|                                                        |  |
|                                                        |  |